# Рачек
Рачек (пол. Raczek, нім. Rasen) — село в Польщі, у гміні Любава Ілавського повіту Вармінсько-Мазурського воєводства.
Населення — 21 особа (2011).

## Демографія
Демографічна структура станом на 31 березня 2011 року:
|          | Загалом | Допрацездатний вік | Працездатний вік | Постпрацездатний вік |
| -------- | ------- | ------------------ | ---------------- | -------------------- |
| Чоловіки | 13      | 5                  | 6                | 2                    |
| Жінки    | 8       | 2                  | 4                | 2                    |
| Разом    | 21      | 7                  | 10               | 4                    |